# Walenty Maciej Arcemberski
Walenty Maciej Arcemberski herbu Hertzberg (ur. 12 lutego 1666, zm. 1718) – biskup rzymskokatolicki, sekretarz królewski, senator I Rzeczypospolitej.

## Życiorys
Pełnił kolejno funkcje: prepozyta poznańskiego, kanonika warszawskiego i sandomierskiego, kustosza sandomierskiego w 1700 roku, kanonika gnieźnieńskiego, opata benedyktynów w Sieciechowie i opata cystersów w Koprzywnicy. Był także sekretarzem królewskim. W 1715 mianowany ordynariuszem kijowskim.
Pod koniec życia w drodze powrotnej z kuracji w Karlowych Warach zatrzymał się w klasztorze franciszkanów w Woźnikach. Wdzięczny za opiekę braci zakonnych podarował im swój bogaty księgozbiór. Tam też zmarł i został pochowany w podziemiach kościoła klasztornego.